# アビジャン証券取引所
アビジャン証券取引所（アビジャンしょうけんとりひきじょ、仏: Bourse des Valeurs d'Abidjan）は、コートジボワールのアビジャンにかつて存在した証券取引所。1998年に西アフリカ証券取引所(BRVM)が創設されるまでは、仏語圏西アフリカで唯一の証券取引所であった。
1974年に創設、1976年に取引を開始し、1997年末に閉鎖された。